# Anapis hetschki
Anapis hetschki är en spindelart som först beskrevs av Eugen von Keyserling 1886.  Anapis hetschki ingår i släktet Anapis och familjen Anapidae. Inga underarter finns listade i Catalogue of Life.